# Biatlon op de Olympische Winterspelen 2018 - Estafette mannen
De 4×7,5 kilometer estafette voor mannen tijdens de Olympische Winterspelen 2018 vond plaats op 23 februari 2018 in het Alpensia Biathlon Centre in Pyeongchang. Regerend olympisch kampioen was Rusland.

## Tijdschema
| Datum       | Lokale tijd | MET   |
| ----------- | ----------- | ----- |
| 23 februari | 20:15       | 12:15 |

## Uitslag
| Rang   | Bib | Land                                                                              | Tijd                                      | Straf (L+S)                              | Achterstand |
| ------ | --- | --------------------------------------------------------------------------------- | ----------------------------------------- | ---------------------------------------- | ----------- |
| Goud   | 3   | Zweden Peppe Femling Jesper Nelin Sebastian Samuelsson Fredrik Lindström          | 1:15:16.5 18:50.9 18:59.9 18:31.5 18:54.2 | 0+2 0+5 0+0 0+1 0+1 0+3 0+1 0+0 0+0 0+1  | –           |
| Zilver | 1   | Noorwegen Lars Helge Birkeland Tarjei Bø Johannes Thingnes Bø Emil Hegle Svendsen | 1:16:12.0 18:48.1 19:17.5 18:16.3 19:50.1 | 0+4 1+8 0+1 0+1 0+3 0+3 0+0 0+1 0+0 1+3  | +55.5       |
| Brons  | 4   | Duitsland Erik Lesser Benedikt Doll Arnd Peiffer Simon Schempp                    | 1:17:23.6 18:23.6 19:48.2 18:23.8 20:48.0 | 0+3 3+7 0+0 0+1 0+0 2+3 0+0 0+0 0+3 1+3  | +2:07.1     |
| 4      | 8   | Oostenrijk Tobias Eberhard Simon Eder Julian Eberhard Dominik Landertinger        | 1:18:09.0 19:03.6 18:47.4 19:53.9 20:24.1 | 0+2 2+9 0+1 0+2 0+0 0+1 0+1 2+3 0+0 0+3  | +2:52.5     |
| 5      | 2   | Frankrijk Simon Desthieux Émilien Jacquelin Martin Fourcade Antonin Guigonnat     | 1:18:43.1 20:12.1 19:06.0 20:01.2 19:23.8 | 0+4 3+8 0+2 2+3 0+0 0+1 0+1 1+3 0+1 0+1  | +3:26.6     |
| 6      | 17  | Verenigde Staten Lowell Bailey Sean Doherty Tim Burke Leif Nordgren               | 1:19:06.7 19:14.2 19:14.0 19:32.5 21:06.0 | 2+6 0+8 0+2 0+2 0+1 0+0 0+0 0+3 2+3 0+3  | +3:50.2     |
| 7      | 11  | Tsjechië Ondřej Moravec Michal Šlesingr Jaroslav Soukup Michal Krčmář             | 1:19:23.6 18:58.1 18:36.5 20:40.3 21:08.7 | 0+4 2+9 0+0 0+3 0+1 0+0 0+1 1+3 0+2 1+3  | +4:07.1     |
| 8      | 16  | Wit-Rusland Anton Smolski Raman Yaliotnau Sergej Botsjarnikov Vladimir Tsjepelin  | 1:20:06.0 18:51.4 19:55.8 21:02.4 20:16.4 | 2+6 1+6 0+0 0+1 0+1 1+3 2+3 0+1 0+2 0+1  | +4:49.5     |
| 9      | 9   | Oekraïne Artem Pryma Serhiy Semenov Vladimir Semakov Dmytro Pidruchnyi            | 1:20:17.3 18:47.5 20:19.4 20:55.7 20:14.7 | 0+0 2+9 0+0 0+0 0+0 0+3 0+0 1+3          | +5:00.8     |
| 10     | 10  | Slovenië Miha Dovžan Klemen Bauer Mitja Drinovec Lenart Oblak                     | 1:20:17.3 19:33.5 19:44.1 20:23.1 20:36.6 | 0+5 1+5 0+0 0+2 0+1 1+3 0+3 0+0 0+1 0+0  | +5:00.8     |
| 11     | 12  | Canada Christian Gow Scott Gow Macx Davies Brendan Green                          | 1:20:56.8 19:11.8 19:23.3 22:16.0 20:05.7 | 0+4 1+7 0+0 0+3 0+0 0+0 0+3 1+3 0+1 0+1  | +5:40.3     |
| 12     | 5   | Italië Thomas Bormolini Lukas Hofer Giuseppe Montello Dominik Windisch            | 1:21:35.6 20:03.8 19:00.7 20:37.5 21:53.6 | 1+5 3+11 0+1 0+3 0+1 0+2 0+0 1+3 1+3 2+3 | +6:19.1     |
| 13     | 13  | Estland Rene Zahkna Kalev Ermits Roland Lessing Kauri Kõiv                        | 1:22:26.4 19:32.7 20:05.6 21:12.2 21:35.9 | 1+5 2+10 0+2 0+2 0+0 1+3 1+3 0+2 0+0 1+3 | +7:09.9     |
| 14     | 18  | Roemenië George Buta Remus Faur Gheorghe Pop Cornel Puchianu                      | 1:22:51.1 20:32.7 20:16.9 20:25.6 21:35.9 | 0+1 2+7 0+0 0+1 0+0 0+2 0+1 0+1 0+0 2+3  | +7:34.6     |
| 15     | 6   | Zwitserland Serafin Wiestner Benjamin Weger Jeremy Finello Mario Dolder           | 1:23:06.1 21:30.0 19:17.2 20:22.6 21:56.3 | 2+8 3+11 2+3 0+3 0+3 0+2 0+2 0+3 0+0 3+3 | +7:49.6     |
| 16     | 7   | Bulgarije Krasimir Anev Anton Sinapov Dimitar Gerdzhikov Vladimir Iliev           | LAP 19:59.9 19:52.2 LAP 0                 | 1+5 2+8 0+0 1+3 0+2 0+2 1+3 1+3 0        | +9:59.7     |
| 17     | 14  | Kazachstan Maxim Braoen Vassili Podkorytov Vladislav Vitenko Roman Jeremin        | LAP 20:13.2 20:55.7 LAP 0                 | 0+5 2+5 0+0 0+1 0+3 0+1 0+2 2+3 0        | +9:59.8     |
| 18     | 15  | Slowakije Matej Kazár Tomáš Hasilla Šimon Bartko Martin Otčenáš                   | LAP 18:42.0 22:04.0 LAP 0                 | 4+6 1+5 0+0 0+0 0+3 1+3 4+3 0+2 0        | +9:59.9     |